# 中国鉄路蘭州局集団有限公司
中国鉄路蘭州局集団有限公司（ちゅうごくてつろらんしゅうきょくゆうげんコンス）は、中華人民共和国中国国家鉄路集団に属する鉄道運営会社の一つである。旧称は蘭州鉄路局。略称は蘭州局、蘭局。
蘭州局の管理する線路の総延長は5489.546km、営業路線距離は3906.103kmある。主に甘粛省と寧夏回族自治区内の鉄道路線と支線のうちで一部が内モンゴル自治区内を通過する部分を管轄する。1956年3月1日に設立され、本局は蘭州市城関区和政路156号にある。2017年11月7日に蘭州鉄路局から中国鉄路蘭州局集団有限公司に名称が変更された。

## 管轄下の主な路線と隣接鉄路局との境界
- 隴海線：起点より1392.53km、（社棠～天水間）から西側を管轄[1]
- 蘭新線：起点より985.5km、（柳溝～安北間）から東側を管轄[1]
- 包蘭線：起点より423.0km、（落石灘～恵農間）から南側を管轄[1]
- 蘭青線：起点より60.0km、（水車湾～海石湾間）から東側を管轄[1]
- 宝中線：起点より136.1km、（安口窯～崇信間）から北側を管轄[1]
- 干武線：干塘～武威南間全線[1]
- 敦煌線：全線

## 管轄下の主な駅
- 蘭州駅、天水駅、武威南駅、嘉峪関駅、銀川駅、中衛駅、敦煌駅